# Darren Star
Darren Star, född 25 juli 1961 i Potomac, Maryland, är en amerikansk film- och TV-producent. Han har bland annat producerat TV-serierna Beverly Hills, Sex and the City, Melrose Place och 90210.